# Шешен, Ильхан
Ильхан Шешен (тур. İlhan Şeşen; 18 июня 1948, Маниса — 26 мая 2025, Стамбул) — турецкий певец, композитор, автор песен и актёр. Один из основателей музыкальной группы Grup Gündoğarken.

## Биография
Начал карьеру в 1968 году. В 1971 выпустил сингл «Kavga». В 1983 году создал группу Grup Gündoğarken. С начала 2000-х успешно выступал сольно и снимался в телесериалах.
Скончался 26 мая 2025 года в возрасте 76 лет от рака лёгких.

## Дискография
- Aşk Haklı (1994)
- Neler Oluyor Bize (2001)
- Şimdi Ben Bu Şarkıları Kime Söyleyeyim (2003)
- Aşk Yalan (2005)
- İlhan Şeşen (2006)
- Gel (2014)
- Yedi Bölge İki Gölge (2017)
- İstanbul’lu Şarkılar (2017)
- Ciddi Eğlence (2018)
- Akustik Hikayeler (2020)
- Basmakalıp (2022)

## Фильмография
- Aşk Üzerine Söylenmemiş Her Şey (1995)
- Cesur Kuşku (2001)
- Yeditepe İstanbul (2001)
- Mumya Firarda (2002)
- Mühürlü Güller (2003)
- Aliye (2004)
- и др.